# Гарниер, Александр Николаевич
Александр Николаевич Гарниер (1896, Сядрино, Сосницкий уезд, Черниговская губерния — 31 декабря 1921 года, у с. Бречь, Черниговская губерния) — революционер, матрос Балтийского флота, участник октябрьской революции 1917 года.

## Биография
Внук французского коммунара Антуана Гарнье. Служил матросом-электриком эсминца «Разящий» на Балтийском флоте во время Первой мировой войны. Возглавлял матросский комитет корабля.
В 1917 стал членом РСДРП (б), участник октябрьской революции 1917 года и штурма Зимнего дворца в Петрограде.
В 1918 году был направлен большевиками на Украину для установления советской власти. В январе 1918 г. участвовал в бою под Крутами.
Возглавлял объединённый отряд Сосницких и Корюковском партизан.
В марте 1918 года был зачислен комиссаром в 1-й революционный полка имени В. И. Ленина, который был сформирован в городе Новозыбков Брянской губернии и принимал активное участие в установлении советской власти на территории Украины, России, Азербайджана.
В августе его полк был переброшен на Кавказский фронт. В январе 1919 года А. Гарниер был назначен командиром полка. Под его командованием полк участвовал в боях у станицы Наурская, но был разбит казаками Деникина; с остатками части он отступил к Астрахани.
В дальнейшем служил комиссаром в 517-м полку 173-й дивизии РККА.
Затем был направлен в Черниговскую губернию, где организовал Черниговскую ВЧК и возглавлял борьбу с антисоветскими повстанцами. В сентябре 1921 года назначен начальником Сосницкого уездного отделения милиции, основной целью которого была борьба с повстанческим отрядом Луки Рака, насчитывавшего около 70-200 бойцов, в том числе бывших милиционеров. Кавалерийский отряд под командованием А. Гарниера выдвинулся в сторону села Бречь, который контролировали повстанцы. В ходе боя большинство повстанцев были убиты, погиб в бою с бандой и Александр Гарниер.
Александр Гарниер был похоронен на площади в Корюковке, которая носит его имя. Именем революционера была названа улица города (ныне Воскресенская). На могиле в 1968 году установлен бюст.